# Тартасский сельсовет
Тартасский сельсовет — сельское поселение в Венгеровском районе Новосибирской области Российской Федерации.
Административный центр — село Заречье.

## История
Статус и границы сельского поселения установлены Законом Новосибирской области от 2 июня 2004 года № 200-ОЗ «О статусе и границах муниципальных образований Новосибирской области»

## Население
| 2002  | 2010  | 2012  | 2013  | 2014  | 2015  | 2016  |
| ----- | ----- | ----- | ----- | ----- | ----- | ----- |
| 1628  | ↘1502 | ↗1511 | ↗1540 | ↘1539 | ↗1552 | ↘1530 |
| 2017  | 2018  | 2019  | 2020  | 2021  |       |       |
| ↗1553 | ↘1523 | ↘1514 | ↘1506 | ↘1470 |       |       |

## Состав сельского поселения
| № | Населённый пункт | Тип населённого пункта       | Население |
| - | ---------------- | ---------------------------- | --------- |
| 1 | Заречье          | село, административный центр | ↘984      |
| 2 | Ильинка          | деревня                      | ↘212      |
| 3 | Чаргары          | деревня                      | ↘306      |